# Caladão

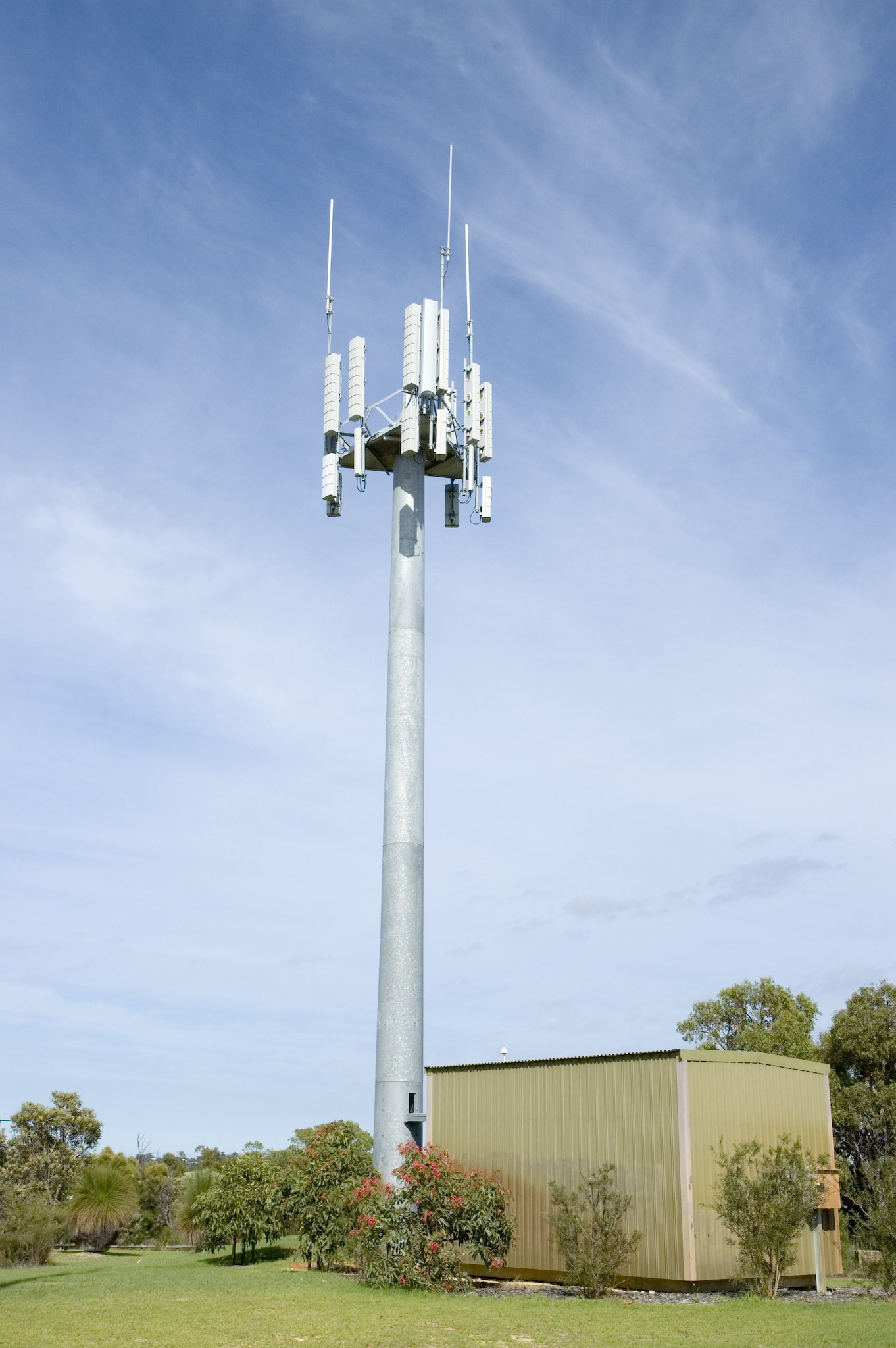
Os "caladões" afetam a estrutura relacionada à rede de telefonia celular, especialmente as ERBs (estações rádio-base).

Caladão é um termo popular brasileiro que designa uma pane na rede dos telefones celulares, geralmente em função de falta de energia ou sobrecarga da rede em função da alta quantidade de usuários fazendo ligações simultaneamente.
Entre 2001 e 2002, quando o Brasil passou por uma grave crise energética, levantou-se o perigo de um caladão, prontamente rebatido pelas operadoras de telefonia celular, que alegaram ter equipamentos suplementares de energia elétrica nas ERBs (estações rádio-base) a fim de manter as redes funcionando e evitar um possível caladão.
Ainda assim, o risco de um caladão não pode ser ignorado. No famosa festa de Ano Novo, em Copacabana, no Rio de Janeiro, já houve na festa de 2005 um caladão que prejudicou pelo menos uma das operadoras.
Durante os eventos ligados aos Ataques do PCC de 2006 em São Paulo, a excessiva utilização do sistema de telefonia celular provocou um caladão na cidade, devido ao alto tráfego de ligações.
Em 2009, discutiu-se o risco de novo caladão e a necessidade de acompanhamento constante infraestrutura telefônica por parte da ANATEL para evitar futuras sobrecargas em função da inadequação da oferta à demanda.